# Календарний рік
Календарний рік починається в новорічний день певної календарної системи, і закінчується днем перед наступним новорічним днем, і тому складається з цілої кількості днів. Календарний рік може починатись в будь-який іменний день календаря, і закінчуватись днем перед ним наступного року. Щоб узгодити календарний рік з астрономічним циклом (який має не цілу кількість днів) деякі роки мають додаткові дні.
Григоріанський рік, який використовується в більшості світу, починається першого січня і закінчується 31 грудня. Має тривалість в 365 днів звичайного року (8760 годин = 525600 хв = 31536000 сек), і 366 днів високосного року (8784 годин = 527040 хв =31622400 сек). За 400 років високосний трапляється 97 раз, через що рік в середньому триває 365.2425 днів. Інші календарі можуть мати тривалість навіть більш відмінну від сонячного циклу: на приклад юліанський календар має середню довжину року в 365.25 днів, а єврейський календар — 365.2468 днів.
Астрономічний тропічний рік за вимірюваннями 365.24219 днів, що трохи коротше ніж середня тривалість року більшості календарів, але астрономічна величина змінюється з часом, через що Вільям Гершель припустив що поправка до григоріанського календаря може стати непотрібною в 4000 році.

## Чверті
Календарний рік можна розділити в чотири чверті, які в англомовній літературі часто позначаються як Q1, Q2, Q3, і Q4 (можуть записуватись наприклад як Q42025, 4Q2025 чи 2025Q4).
- Перша чверть: 1 січня — 31 березня (90 днів або 91 день у високосний рік)
- Друга чверть: 1 квітня — 30 червня (91 день)
- Третя чверть: 1 липня — 30 вересня (92 дні)
- Четверта чверть: 1 жовтня — 31 грудня (92 дні)